# Afroheriades
Afroheriades is een geslacht van vliesvleugelige insecten van de familie Megachilidae.

## Soorten
- A. dolichocephalus (Friese, 1925)
- A. geminus (Peters, 1978)
- A. hennigi (Peters, 1978)
- A. hyalinus Griswold & Gonzalez, 2011
- A. larvatus (Friese, 1909)
- A. primus (Peters, 1970)
- A. reicherti (Brauns, 1929)